# Kafr 'Aqab
Kafr 'Aqab (àrab: كفر عقب, Kafr ʿAqab) és un municipi palestí de la governació de Jerusalem, a Cisjordània, el barri més septentrional de Jerusalem Est, a 2 kilòmetres de Ramal·lah. Segons l'Oficina Central Palestina d'Estadístiques tenia 10.411 habitants el 2006. Els serveis d'atenció primària de Kafr 'Aqab s'obtenen a Al-Ram. En 2007 Kfar 'Aqab era descrit com un suburbi de classe mitjana.

## Història
En 1883 el Survey of Western Palestine (SWP) del Fons per a l'Exploració de Palestina va suggerir que Kafr 'Aqab era al vila croada Kefreachab, que era una de les 21 viles donades pel rei Jofré com a feu a la basílica del Sant Sepulcre.

### Època otomana
En 1517 el poble va ser inclòs en l'Imperi Otomà amb la resta de Palestina i en 1596 va aparèixer als registres fiscals com Kafr Aqba, situada al nàhiya de Jabal Quds del liwà d'al-Quds. La població era de 47 llars, totes musulmanes. Pagaven un tipus impositiu fix del 33,3% en productes agrícoles, incloent blat, ordi, oliveres, vinyes, fruiters, cabres i ruscs, a més d'«ingressos ocasionals»; un total de 3.100 akçe. En 1838, Edward Robinson assenyalà Kafr 'Aqab durant els seus viatges a la regió.
Una llista oficial de pobles otomans al voltant de 1870 va catalogar Kefr 'Akab com si tingués 15 cases i una població de 65, tot i que el nombre de població només incloïa homes. En 1883 el SWP la va descriure com «un petit llogaret al vessant d'un vessant, amb unes poques olives.» En 1896 la població de Kefr 'akab era estimada en 135 persones.

### Mandat Britànic de Palestina
En el cens de Palestina de 1922, dut a terme per les autoritats del Mandat Britànic Kafr 'Aqab tenia 189 musulmans, incrementats en el cens de 1931 a 250 musulmans en 59 cases.
En el cens de 1945 la població de Kafr 'Aqab consistia en 290 musulmans i l'àrea de terra era de 5,472 dúnams, segons una enquesta oficial de terra i població. D'aquests, 829 dúnams eren per a plantacions i terra de rec, 2,736 per a cereals, mentre 10 dúnams eren sòl edificat.

### Després de 1948
Després de la Guerra araboisraeliana de 1948 i els acords d'armistici de 1949, Kafr 'Aqab va quedar sota un règim d'ocupació jordana. Des de la Guerra dels Sis Dies en 1967, Kafr 'Aqab ha romàs sota ocupació israeliana. Mentre Kafr 'Aqab era annexat a Israel amb la resta de Jerusalem Est, era separat de Jerusalem pel Mur de Cisjordània. Els inspectors municipals mai inspeccionen la zona més enllà del Mur. Això crea una "malson de planificació i el somni del desenvolupador". La mesquita al-Faruq de Kafr 'Aqab ofereix setmanalment classes islàmiques de Hizb ut-Tahrir.